# Кршижек, Вацлав
Вацлав Кршижек (чеш. Václav Křížek; 1833, Дросау, Австрийская империя (ныне Стражов, Пльзенский край, Чехия) — 1881, Табор) — чешский автор словарей и учебников, директор гимназии в городе Табор.

## Работы
Издал отдельно:
- «Správa o archivu musea království českého» (Прага, 1855);
- «Řečník latinsko-německo-hrvatský» (Вена, 1861);
- «Latinsko-česko-německý slovník» (Прага, 1861);
- «Anthologie jíhoslovenská» (1862);
- «Česká čítanka» (Табор, 1865) и др.